# Laura Thorn
Laura Thorn (Esch-sur-Alzette, 18 gennaio 2000) è una cantante e polistrumentista lussemburghese.
Ha rappresentato il Lussemburgo all'Eurovision Song Contest 2025 con il brano La poupée monte le son, classificandosi al ventiduesimo posto.

## Biografia
Laura Thorn ha cominciato il suo percorso musicale all'età di otto anni, dedicandosi principalmente allo studio del solfeggio, del pianoforte, del violoncello e della danza. Inizialmente orientata verso la musica classica, ha poi intrapreso un master in teoria musicale, pedagogia musicale e canto moderno presso l'Istituto superiore di musica e di pedagogia di Namur, in Belgio. Dopo aver conseguito il titolo, a settembre 2024 ha iniziato a insegnare presso il Conservatorio di musica di Esch-sur-Alzette, in Lussemburgo.
Nello stesso anno, su raccomandazione di un suo ex insegnante, è stata contattata dai parigini Julien Salvia e Ludovic-Alexandre Vidal, i quali stavano cercando una voce per il brano La poupée monte le son, un omaggio a Poupée de cire, poupée de son di France Gall. Il 18 novembre 2024, RTL Lëtzebuerg ha annunciato Laura Thorn come una delle partecipanti al Luxembourg Song Contest 2025, mentre il suo inedito è stato presentato il successivo 19 dicembre. La selezione nazionale, che si è svolta il 25 gennaio 2025 presso la Rockhal di Esch-sur-Alzette, ha visto la Thorn esibirsi come sesta concorrente su sette. Grazie alla sua interpretazione, ha conquistato il primo posto nel voto della giuria internazionale e il secondo nel televoto (seppur risultando quello preferito dal pubblico commercialmente tra i brani in gara), trionfando così nella manifestazione canora e guadagnandosi l'onore di rappresentare il Granducato sul palco eurovisivo di Basilea. Il successivo 15 maggio Laura Thorn ha preso parte alla seconda semifinale eurovisiva, riuscendo a qualificarsi per la finale del 17 maggio, dove si è classificata al 22º posto su 26 partecipanti con 47 punti.

## Stile musicale
Per il suo stile musicale, Laura Thorn trae ispirazione dalla musica soul, dal jazz e dal cabaret, nonché dal suo secondo hobby, la commedia musicale.

## Discografia

### Singoli
- 2024 – La poupée monte le son